# لي مورغان
لي مورغان (بالإنجليزية: Lee Morgan)‏ (و. 1938 – 1972 م) هو بواق، وملحن، وعازف جاز أمريكي، ولد في فيلادلفيا، يستخدم آلات بوق، توفي في نيويورك، عن عمر يناهز 34 عاماً.

## وصلات خارجية
- لي مورغان على موقع IMDb (الإنجليزية)
- لي مورغان على موقع الموسوعة البريطانية (الإنجليزية)
- لي مورغان على موقع ميوزك برينز (الإنجليزية)
- لي مورغان على موقع إن إن دي بي (الإنجليزية)
- لي مورغان على موقع أول ميوزيك (الإنجليزية)
- لي مورغان على موقع ديسكوغز (الإنجليزية)

- لي مورغان في قاعدة بيانات الأفلام على الإنترنت